# あらいずみるい
あらいずみ るい（1966年2月2日 - ）は、東京都出身の漫画家、イラストレーター。

## 来歴
学生時代に漫画家デビュー。 ごく初期の連載漫画作品に、雑誌『パンプキン』に連載された『死神ミリちゃん』『ちょっとだけすぺくたあ』のほか、「コメットシスターズ」などがある。『ちょっとだけすぺくたあ』は1988年に白夜書房より単行本化されている。
ファンタジー小説『スレイヤーズ』シリーズ（神坂一）の挿絵を担当。アニメ化になるきっかけを作った漫画版も手がけている。
イラストレーターとしてのデビュー作は『ドラゴンマガジン』の創刊号に掲載された『リズミックエスパー』（飯野文彦）の挿絵である。同じく創刊号から読者広場のイラストを担当した傍ら、その後『スレイヤーズ』のイラストを手掛ける。他ライトノベル作品のイラスト、トレーディングカードゲーム「モンスターコレクション」シリーズなどにもイラストレーターとして参加している。
また、アニメーションのキャラクターデザイン・原案なども手がけている。『スレイヤーズ』のテレビアニメ・OVA・劇場版アニメで、キャラクターデザインおよびビジュアルコンセプトデザインを担当。ロボットアニメ『無敵王トライゼノン』のキャラクターデザイン原案も担当した。
今のライトノベルブームでの、アダルト系イラストレーター起用の草分け的な存在でもある。童顔の美少年であり、ゲイの人にトイレで追いかけられたり、芸能事務所からスカウトされたりしたこともある。イラストレーター・漫画家としては業界初の写真集の企画も上がっていたが、実現はされなかった。また、交友関係の面では富士見ファンタジア文庫でのイラストを手掛けたことのあることぶきつかさ、横田守といったイラストレーターとは面識がある。
ペンネームの漢字表記は「新泉留衣」で、由来を「僕の仕事上、『新』しいアイデアが『泉』のように沸いてきたら嬉しいな～という願掛けをこめて「あらいずみ」。『留衣』というのは、漫画絵描きという仕事を『衣』に例えて、一生纏い続け『留』め置くという意味を込めて『るい』。そういうイメージが見える漢字はさすがにこっ恥ずかしいので、ひらがなにしました（笑）」とラジオにゲストで出演した際に語っている。林原めぐみは、このペンネームの由来にいたく感動し、気に入ったようで、当時よくこのネタを話題にしていた。
1998年頃からはCGでの作画に移行しており、以前よりアナログ塗りによる表現は使用されなくなった。『スレイヤーズ すぺしゃる』13巻からはそれが如実にあらわれている。なお、本編の旧版は 手塗りの色使いを全巻通していたが、雑誌上の特集などはこの限りではない。
セル画調のイラストはほとんどが『ドラゴンマガジン』に掲載されたイラストで、線画はあらいずみるい当人によるものの、トレスと彩色はアニメ制作会社に委託されたものである。画集に収録されているイラストにもセル画調のイラストを一部収録している。
コミックマーケット80では、東日本大震災のチャリティー企画としてリナ＝インバースのマウスパッドを販売し、諸経費を差し引いた全額を日本赤十字社に寄付している。これは非公式グッズながら、著者や版元の許可は得ている。

## 作品リスト

### 挿絵・イラスト
富士見ファンタジア文庫
- スレイヤーズシリーズ（神坂一）（ドラゴンマガジン）
- 無敵王トライゼノン〈1〉北海、燃ゆる!（長谷川勝己）

ドラゴンマガジン増刊
- レスト＆ハーウィン ファンタジアバトルロイヤル掲載分（吉村夜）

富士見ミステリー文庫
- 隼は舞い降りた 超探偵ハヤブサ（紙谷龍生）

その他
- コラム るい蔵のもののけ人生 ファンタジアバトルロイヤル連載
- マップス 愛蔵版 5 (Flex Comix)（長谷川裕一）
- マップス・シェアードワールド 2 ―天翔る船―　
- 明日があるさ―SWEET TIME EXPRESS（林原めぐみ/あさぎ桜）イラスト寄稿
- 怪人開発部の黒井津さん：魔法少女ピリアマギアのイラスト

### 画集
- スレイヤーズ（1996年7月、富士見書房、ISBN 482919118X）
- Slayers　Dra-Mata（1998年8月、富士見書房、ISBN 4829191201）

### 漫画
- 魔法の橋（マジカルブリッジ） アイテムゲッター（原作・神楽坂淳）（2009年月刊コミックラッシュ連載、ジャイブ）
- スレイヤーズ（1995年7月、ドラゴンコミックス）
  - スレイヤーズ 新装版（2001年12月、角川コミックスドラゴンJr）
- アルティアの王女（1993年月刊ドラゴンマガジン掲載、富士見書房）
- 妄想狂想曲（1993年月刊ヤングヒップ掲載、ワニマガジン社）
- コメットシスターズ（1986年 - 、月刊COMET SISTERS連載、白夜書房）
- ちょっとだけすぺくたぁ（1988年7月、白夜書房）
- 死神ミリちゃん（1982年 - 、月刊パンプキン連載、白夜書房）

### 携帯アプリ
- 執事と魔族とお嬢様（ハドソン）キャラクターデザイン

### その他
- AIC ビジュアルファイル（AICスピリッツ）
- 想い出のポートレート オリジナルイラスト&メモリアルアルバム